# Římskokatolická farnost Prakšice
Římskokatolická farnost Prakšice je územní společenství římských katolíků v děkanátu Uherský Brod s farním kostelem Krista Krále.

## Historie farnosti
První písemná zmínka o obci pochází z roku 1131. V roce 1784 byla v Prakšicích zřízena lokální kuracie a v roku 1859 postaven kostel zasvěcený sv. Václavovi. Vyrostl na místě kaple téhož patrocinia ze 17. století. Farnost Prakšice byla zřízena v r.1906, dříve byla filiálkou uherskobrodskou. Kvůli svému zchátralému stavu byl kostel v roce 1938 zbourán a postaven nový, zasvěcený Kristu Králi 

## Duchovní správci
Od července 2013 je farářem R. D. Mgr. Jaroslav Kapuš.

## Bohoslužby
Ve farnosti se konají pravidelně bohoslužby ve farním kostele i ve filiální kapli v Pašovicích – v neděli i ve všední dny.

## Aktivity farnosti
Ve farnosti se pravidelně koná tříkrálová sbírka. V roce 2017 se při ní vybralo v Prakšicích 27 762 korun, v Pašovicích 18 645 korun.
V květnu 2017 udílel ve farnost svátost biřmování olomoucký arcibiskup Jan Graubner.